# یواس‌اس مسدونیا (۱۸۳۶)
یواس‌اس مسدونیا (۱۸۳۶) (به انگلیسی: USS Macedonian (1836)) یک کشتی بود که طول آن ۱۶۴ فوت (۵۰ متر) بود. این کشتی در سال ۱۸۳۶ ساخته شد.